# Franz Stock
Franz Stock (21 de setembre de 1904, Neheim-Hüsten, Alemanya - 24 de febrer de 1948, París, França) fou un sacerdot catòlic conegut per haver ajudar presoners francesos a la repressió nazi de París.

## Biografia
Fill d'una família de classe treballadora, va estudiar filosofia i teologia a Paderborn. El 1926 va participar en el congrés democràtic internacional per la pau, en un context de bel·licisme i d'ascens dels règims autoritaris. El 1932 es va ordenar sacerdot.
El 1934 és nomenat rector de la missió catòlica alemanya a París, però amb l'esclat de la Segona Guerra Mundial ha de tornar a Alemanya.
Després de l'ocupació alemanya de França torna a París. Preocupat per la repressió nazi, va començar a visitar les presons de Fresnes, La Santé i Cherche Midi. Li encomanen la missió d'atendre els condemnats a mort, per tant és dels pocs que no estan integrats a l'aparat nazi que es mou amb certa llibertat a les presons on s'amuntegaven els empresonats per l'ocupació. Va començar així una tasca d'assistència clandestina als presos i d'entrar en contacte amb les seves famílies i amics arriscant la seva pròpia vida; en filtra informació, fins i tot memoritzant missatges, que impedeixen nous actes de repressió i evita noves detencions i tortures. Prepara els testimonis als judicis que aconsegueixen atenuar les penes.
Quan les forces nord-americanes alliberen París el 1944, és detingut a l'hospital de la Pieté i fet presoner de guerra. D'aquesta forma, comença una tasca d'atenció als presoners alemanys. Arriba a organitzar un seminari al camp de presoners prop d'Orléans.
El 1947 és nomenat doctor honoris causa per la Universitat de Friburg. Va morir d'improvist el 1948. Com que, tècnicament, encara era un presoner de guerra, la seva mort va passar desapercebuda. L'oficiant del seu funeral va ser el nunci apostòlic a París, Angelo Roncalli, que després va ser Papa Joan XXIII.